# Roger Vailly
Pour les articles homonymes, voir Vailly.
Roger Vailly (né le 9 mars 1914 à Grenoble et mort le 24 décembre 1999 à Nice) est un militaire français.
Après avoir participé aux campagnes de Norvège, le commandant Vailly (né à Grenoble en 1914) fut blessé pendant la campagne de France. Pendant l'occupation allemande il prit le commandement d'un maquis dans les Alpes et fut blessé une deuxième fois lors des combats de la libération de la Maurienne.
Affecté au 1er RCP en Indochine, il fut blessé à nouveau. Adjoint du colonel Buchoud au 9e RCP en Algérie, il fut ensuite appelé par le Général Gilles à l'État Major des TAP. Il participa au putsch des généraux en 1961. Interné, il arriva à s'évader et commença une vie d'exil.
De retour en France après la loi d'amnistie, qu'il adhéra a l'UNP et devint membre de son Conseil d'administration puis Secrétaire Général du Comité d'honneur. Il meurt en 1999.